# Bandera de Wisconsin
La bandera de l'estat de Wisconsin és una bandera blava amb l'escut de l'estat a sobre. Dissenyat originalment el 1863, quan els regiments de Wisconsin volien una bandera per al seu ús al camp de batalla, no va ser fins a 1913 que les lleis estatals especificaren el disseny de la bandera de l'estat.
Per tal de distingir-la de les moltes banderes blaves d'estat dels Estats Units, la bandera de Wisconsin va ser modificada el 1979 per afegir-hi "Wisconsin" i "1848", any que Wisconsin, va ser admesa a la Unió.
El 2001, una enquesta duta a terme per l'Associació Vexil·lològica Nord-americana (NAVA) va classificar a la bandera de Wisconsin entre els últims deu banderes en la qualitat del disseny d'entre 72 províncies canadenques i dels EUA tant territoris com estats, situant-se la 65 d'un total de 72. La NAVA va declarar que aproximadament la meitat dels estats dels EUA utilitzen els camps blaus fent-los difícils de distingir i de l'enquesta foren classificades als nivells més baixos les banderes amb paraules i el segell de l'estat. L'enquesta de NAVA va "afavorir banderes simples i banderes distintives" i va classificar algunes de les més baixes com "segell-en-un-llençol" els tipus de banderes més baixos que repetien el fons blau amb l'escut de l'estat al damunt.